# David Martin (théologien)

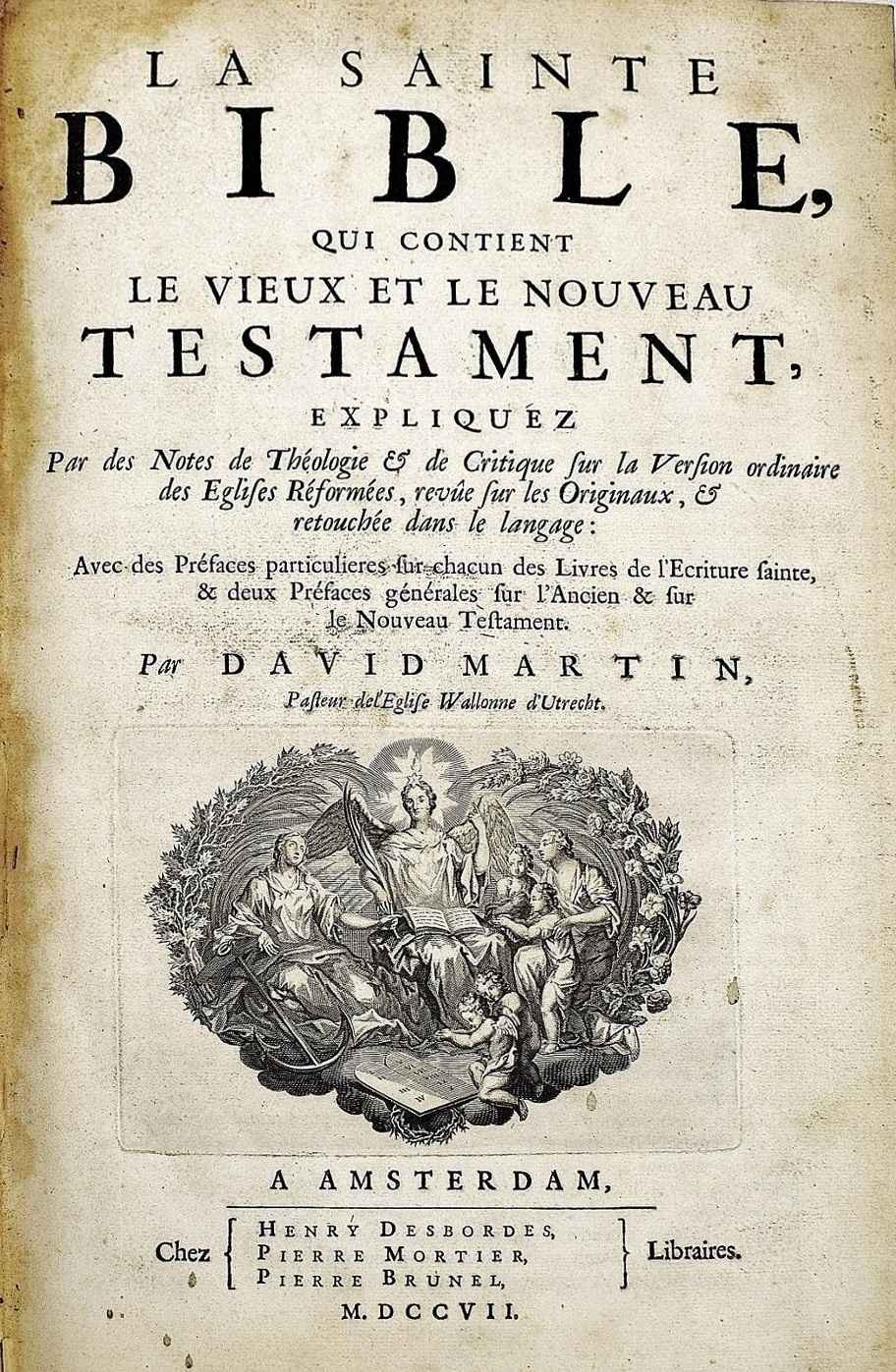
La Bible Martin, Amsterdam 1707

Pour les articles homonymes, voir Martin et David Martin.
 (août 2023).
Si vous disposez d'ouvrages ou d'articles de référence ou si vous connaissez des sites web de qualité traitant du thème abordé ici, merci de compléter l'article en donnant les références utiles à sa vérifiabilité et en les liant à la section « Notes et références ».
David Martin (né à Revel le 7 septembre 1639 et mort à Utrecht le 9 septembre 1721) est un savant théologien protestant.

## Description
Fils de Paul Martin, qui fut à deux reprises revêtu de la dignité de consul à Revel, et de Catherine Cardes (alias Corde). Martin fit sa rhétorique à Montauban, en 1655, et sa philosophie à Nîmes, en 1655, sous le fameux David Derodon. Le 21 juillet 1659, il prit le grade de maître-ès-arts et de docteur en philosophie, après avoir soutenu des thèses in universam philosophiam. Comme il se destinait à la carrière ecclésiastique, il se rendit à l'académie de Puy-Laurens, où professaient Verdier et André Martel. Une tension de l'esprit trop soutenue, jointe au défaut d'exercice corporel, lui occasionna une maladie qui le conduisit aux portes du tombeau. À peine guéri, il se rendit à Mazamet, où s'était assemblé un synode provincial, qui l'admit au ministère, en 1663, et le donna à l'église d'Espérausses, alors agitée de funestes dissensions. En 1670, il fut appelé à La Caune (Lacaune (Tarn)), où il exerça son ministère jusqu'à l'interdiction du culte réformé.
Pendant les persécutions des Catholiques de ses amis l'avertissent assez à temps qu'il allait être arrêté et il se réfugie en Hollande.
Martin arriva à La Haye dans le mois de novembre 1685. Quelque temps après, il fut placé à Utrecht comme ministre surnuméraire. Le 16 février 1686, il fut nommé professeur de théologie à l'École illustre de Deventer; mais la régence d'Utrecht le retint comme ministre de l'église wallonne. Ce fut en vain que plusieurs universités lui offrirent des emplois honorables; il les refusa pour ne point se séparer de son église. Il ne voulut pas non plus, en 1695, accepter la vocation que lui adressa l'église de La Haye comme successeur d'Isaac Claude, fils du célèbre Jean Claude, son amie et son allié. 
Le 7 septembre 1721, à l'âge de 82 ans, il fit sur la sagesse de la Providence un sermon ; après avoir terminé sa prédication, il se sentit si épuisé qu'il fallut le transporter chez lui. Une fièvre violente l'enleva en deux jours.
David Martin avait épousé à Castres, en 1666, Florence de Malecare, fille de Pierre de Malecare, avocat à la Chambre de l'édit. Il en eut trois fils, DAVID, LOUIS et N.; et deux filles: MARIE, femme de Renouard, marchand à Londres, et FLORENCE, qui entra dans la Société de La Haye. C'est cette demoiselle qui fut en butte aux calomnies de La Chapelle.
Comme écrivain, Martin mérite de prendre rang parmi les bons prosateurs du Refuge. Il s'était appliqué avec un soin tout particulier à l'étude de la langue française, et s'était si bien pénétré de son esprit que, lorsque l'Académie annonça la publication de la seconde édition de son Dictionnaire, il lui envoya des observations que ce corps savant trouva judicieuse, comme il le lui témoigna dans une lettre de remerciements très flatteuse. Son style est donc généralement clair et correct; mais il est un peu dur et manque presque toujours de chaleur et de mouvement. Dans ses écrits de polémique, il se montre d'une orthodoxie rigide, ennemi de toute nouveauté; cependant il combat toujours ses adversaires avec modération et courtoisie. Ses sermons sont remplis de pensées solides, mais monotones et froids. Dans notre opinion, ce sont ses travaux sur la Bible qui le recommandent surtout à l'attention de la postérité, et qui le placent parmi les théologiens protestants du XVIIe siècle renommés pour leur érudition.

## Œuvres
Voici la liste de ses ouvrages:

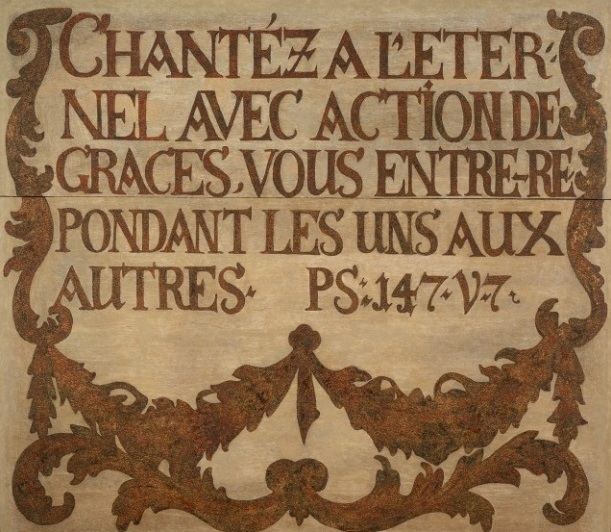
Ps. 147:7 selon la traduction de David Martin; inscription dans l'ancien temple huguenot à Celle (Allemagne)

- Le Nouveau Testament de Notre Seigneur Jésus-Christ expliqué par des notes courtes et claires sur la version ordinaire des églises réformées: avec une préface générale touchant la vérité de la religion chrétienne, et diverses autres préfaces particulières sur chacun des livres du Nouveau Testament, Utrecht, F. Halma, 1696, in-4°. - Dans la Préface générale, Martin défend l'autorité de l’Écriture et la vérité de la religion chrétienne contre les Sociniens et les Juifs. Les notes sont ou dogmatiques ou simplement littéraires. On a fait usage de ces notes dans l'édit. du N.T., trad. en français selon la Vulgate, édit. évidemment catholique, publiée à Bruxelles, 1700, 4 vol. in-12.

- Rome convaincue d'avoir usurpé tous les droits qu'elle s'attribue injustement sur l’Église chrétienne, Utrecht, 1700, in-12. - Réponse à la Lettre pastorale adressée, en mars 1699, par l'archevêque de Paris aux nouveaux catholiques de son diocèse. Ouvrage inconnu à Claude, à Prosper Marchand et à Chauffepié, mais attribué à D. Martin par le Catalogue de la Bibl. royale.

- Histoire du Vieux et du Nouveau Testament, Amst., P. Mortier, 1700, 2 vol. in-fol., avec 424 excellentes gravures; contref. à Gen., 1707 3 vol. in-12, sans grav.; réimp. avec de plus petites grav., Amst., 1724, in-4°; trad. en holl., Armst., 1700, 2 vol., in-fol. - Auteur, imprimeur et graveurs ont rivalisé de zèle pour faire de cet ouvrage un chef-d'œuvre.

- La Sainte Bible, qui contient le Vieux et le Nouveau Testament, expliquez par des notes de théologie et de critiques sur la version ordinaire des églises réformées, revue sur les originaux et retouchés dans le langage, Amst., 1707, 2 vol. in-fol.; réimp. avec des notes plus courtes, Amst. et Utrecht, 1707, in-4°; réimp. sans notes et avec l'ancienne Préface des édit. genevoises, Amst., 1710, in-8°; 1714, in-12, et des centaines de fois depuis. - Entreprise à la demande des églises wallonnes, cette révision de la Bible de Genève fut approuvée, en mai 1710, par le synode de Leuwarden. Martin y a joint une Préface générale sur les versions du texte sacré, des notes théologiques, morales et critiques, des préfaces particulières à chaque livre et l'indication des passages parallèles. Le style, retouché par l'auteur dans ce qui avait vieilli, eut bientôt besoin d'être de nouveau rajeuni, travail intégral et pénible dont se chargea, au XVIIIe siècle, le pasteur neuchâtelois Ostervald.

- Sermons sur divers textes de l’Écriture Sainte, Amst., 1708, in-8°.

- L'excellence de la foy et de ses effets expliqués en XX sermons sur Héb. XI, Amst., 1710, 2 vol. in-12.

- Traité de la religion naturelle, Amst., P. Brunel, 1712, in-8; trad. en holl., Utrecht, 1720, in-8°; en angl., Lond., 1720; en allem., Leipz., 1735, in-8°. - Cet ouvrage eut un véritable succès.

- Le vrai sens du psaume CX, opposé à l'application qu'en a faite à David l'auteur (Jean Masson) de la Dissertation ins. dans les trois premiers vol. de l'Hist. critique de la républi. des lettres, Amst., 1715, in-8.

- Deux dissertations critiques: la 1re sur I Jean V, 7, dans laquelle on prouve l'authenticité de ce texte; la 2e sur le passage de Josèphe touchant J.-Ch., où l'on fait voir que ce passage n'est point supposé, Utrecht, 1717, in-8°; trad. en angl., Lond., 1719, in-8°.

- Traité de la religion révélée, où l'on fait voir que les livres du V. et du N.T. sont d'inspiration divine; on donne des règles générales pour les expliquer, et l'on prouve invinciblement, contre les hérétiques modernes, la vérité des plus profondes doctrines de la religion chrétienne, Leuwarden, 1719, 2 vol. in-12; Amst., 1723, 2 vol. in-8°; trad. en anglais.

- Examen de la réponse de M. Emlyn à la Dissertation critique sur I Jean V, 7, Lond. 1719, in-8°.

- La vérité du texte de I Jean V,7 démontrée par des preuves qui sont au-dessus de toute exception, Utrecht, 1720, in-8°; trad. en anglais, Lond., 1722, in-8°.

- On trouve, en outre, de notre David Martin, une Réponse à la lettre du P. Lelong, relative aux fameux passage de I Jean V,7, dans l'Europe sav. (T.XII), et In lucii Caecilii Librum ad Donatum Demortibus persecutorum notae, ins. dans les Miscellan. Observationes criticae d'Amsterdam (T. X, 2e partie). Avant de quitter la France, Martin avait entrepris une réfutation de l'Exposition de Bossuet, qui n'a pas vu le jour, ainsi qu'un Commentaire latin sur l’Épitre aux Éphésiens que la maladie le força d'interrompre au 4e chapitre.

## Source
- E. Haag, La France Protestante, t. VII, Paris, 1857.